# Mroczeń

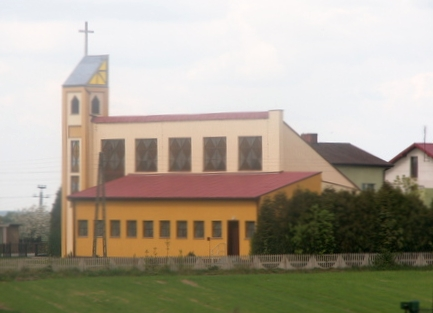
Kaplica pod wezwaniem Św. Stanisława Biskupa Męczennika w Mroczeniu

Mroczeń – wieś w Polsce położona w województwie wielkopolskim, w powiecie kępińskim, w gminie Baranów.
Leży przy drodze krajowej nr 39 Baranów-Brzeg, ok. 5 km na południe od Kępna i ok. 45 km na południe od Ostrowa. Liczy ponad 1500 mieszkańców; znajduje się tu gimnazjum, które współpracuje z gminą Ihlow w Niemczech. W centralnej części wsi znajduje się stadion wiejski z trybunami na około 500 miejsc, na którym swe mecze rozgrywa drużyna „Orła” Mroczeń. Z boiska korzysta również młodzież z gimnazjum. Na tym obiekcie odbywają się ważniejsze imprezy wiejskie, jak chociażby festyny czy dożynki. Znajduje się również kaplica pod wezwaniem Św. Stanisława Bp Męczennika, która w 2008 r. obchodziła 25 – lecie istnienia. Obrzędów uroczystości dokonał Biskup kaliski Stanisław Napierała.
W latach 1954–1972 wieś należała i była siedzibą władz gromady Mroczeń. W latach 1975–1998 miejscowość administracyjnie należała do województwa kaliskiego.
| SIMC    | Nazwa         | Rodzaj                  |
| ------- | ------------- | ----------------------- |
| 0193625 | Borówno       | część wsi               |
| 0193677 | Feliksów      | przysiółek (do 2023 r.) |
| 0193631 | Katarzynka    | część wsi               |
| 0193648 | Nowy Mroczeń  | część wsi               |
| 0193654 | Stary Mroczeń | część wsi               |
| 0193660 | Wężyków       | część wsi               |

## Historia
Nazwa miejscowości wywodzi się od mrocznych borów, które ciągnęły się tu wśród trzęsawisk i mokradeł, które rosły tu do XVI wieku. W przeszłości bory te zamieszkiwała znaczna liczba wilków, chwytano je w tzw. wilczych dołach. Pierwsza wzmianka o Mroczeniu pochodzi z 1616 roku.
Według legendy w pobliżu Mroczenia ma być zatopiony skarb, który pochodzi z czasów wojennych. Nieznany żołnierz miał obładować pieniędzmi swego konia do tego stopnia, że koń nie mógł go unieść, a sam skarb musiał zostać zatopiony.
Wieś przez kilka stuleci była częścią klucza baranowskiego, którym władali Tomiccy. W 1784 r. przeszła na własność Franciszka z Osin Wężyka i jego żony Julianny z Tomickich. Do rodziny Wężyków Mroczeń należał do 1900 r, a także Łęka Mroczeńska, Joanka Mroczeńska, Marianka Mroczeńska i Feliksów; nazwy miejscowości zostały nadane przez rodzinę Wężyków od imion potomków. W tym także roku na podstawie przetargu przymusowego nabyła go pruska Komisja Kolonizacyjna. Ziemia została rozparcelowana między sprowadzonych tu osadników niemieckich. W czasie okupacji niemieckiej Mroczeń przyjął nazwę Moorschütz/Maidburg. Ze źródeł dowiadujemy się, że w końcu XIX wieku znaleziono tu skarb wczesnohistoryczny: monety srebrne “cienkie jak papier”.

## Sport
We wsi działa miejscowy klub sportowy "Orzeł Mroczeń", który aktualnie (sezon 2023/2024) występuje w V lidze, gr. wielkopolskiej III.

## Zabytki
- Pałac w Mroczeniu Feliksa Wężyka, posła na Sejm Pruski, późno klasycystyczny, wybudowany w latach 1840–1850 w stylu klasycystycznym. Na uwagę zasługuje sposób rozwiązania fasady z dużym czterokolumnowym portykiem, zwieńczonym trójkątnym tympanonem. Fasada ujęta jest po bokach potężnymi wieżami alkierzowymi. Wewnątrz, na wprost wejścia znajduje się salon, w którym zachowały się do dzisiaj elementy dekoracji sztukatorskiej. Wokół rozciąga się angielski park krajobrazowy. Pierwszy właściciel pałacu, dóbr Mroczenia i Baranowa, hrabia Feliks z Osin Wężyk był zasłużonym działaczem politycznym i posłem na sejm pruski w 1849 r. Pod koniec XIX wieku w okresie nasilającej się akcji germanizacyjnej trudności finansowe hrabiego Feliksa Wężyka spowodowały, że pałac został przejęty przez Komisję Kolonizacyjną a majątek rozparcelowano. Z okresu I wojny światowej i dwudziestolecia międzywojennego nie ma bliższych informacji o pałacu. Znajdował on się wówczas w rękach niemieckiej rodziny von Kerstenów. Z czasów II wojny światowej i okupacji hitlerowskiej zachowały się pogłoski o próbach stworzenia przez Niemców obozu jenieckiego w pałacu. Takie podejrzenia budziło ogrodzenie z drutu kolczastego, którym otoczono budynek i park. W pierwszych miesiącach 1945 roku w pałacu stacjonowały oddziały Armii Czerwonej. Po zakończeniu działań wojennych budynek został przekazany władzom oświatowym powiatu kępińskiego. Została w nim zorganizowana szkoła powszechna przekształcona następnie w szkołę podstawową. Aktualnie jest siedzibą gimnazjum.
- Park krajobrazowy w stylu angielskim.
- Dąb szypułkowy przy jednej z zagród, o obwodzie 420 cm i wysokości 18 metrów został objęty ochroną prawną jako pomnik przyrody.
- Budynek z 4 ćw. XIX w., murowany, jako dawna gorzelnia, piętrowy, przebudowany na mieszkania i obecnie jest budynkiem wielorodzinnym.
- Znajduje się na skrzyżowaniu dróg obok parku, XIX/XX wiek, drewniana na czterech metalowych nóżkach – owalne zwieńczone z metalowym krzyżem, wewnątrz figura Matki Boskiej z dwoma aniołami.
- Dom pochodzący z połowy XIX w., murowany. Obecnie jako budynek mieszkalny wielorodzinny.
- Stacja kolejowa z 1909 r.

## Oświata
- Przedszkole nr 1 w Mroczeniu.
- Szkoła Podstawowa im. Jana Pawła II w Mroczeniu.